# Воловоочкові

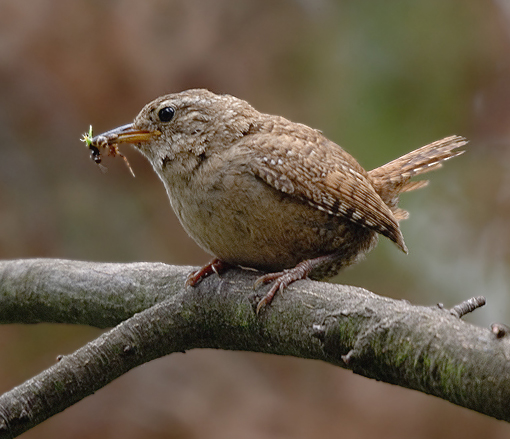
Волове очко — єдиний у родині вид, що мешкає в Євразії, у тому числі в Україні

Воловоочкові (Troglodytidae) — родина невеликих за розміром птахів ряду горобцеподібних, поширених переважно у Новому Світі. В Євразії зустрічається один вид — волове очко (Troglodytes troglodytes). Свою наукову назву ці птахи отримали через особливості гніздування, оскільки гнізда багатьох видів мають кулеподібну форму та дещо нагадують печери.

## Морфологічні ознаки
Довжина тіла від 8 до 22 см. Забарвлення верху тіла рудувато-коричневе, черевце світліше. Статевий диморфізм виражений лише у деяких видів. Оперення щільне. Дзьоб шилоподібний, тонкий, гострий, іноді дещо загнутий донизу. Ніздрі частково прикриті шкірястими «кришечками». Ноги середньої довжини, цівки довші за пальці, що несуть гострі зігнуті кігті. Крила короткі, заокругленої форми. Першорядних махових пер 10, перше лише ненабагато коротше другого. Політ швидкий та впевнений, хоча літають переважно на невеликі відстані, віддаючи перевагу пересуванню по гілках та по землі в заростях рослинності. Хвіст у більшості доволі короткий, птахи часто задирають його майже вертикально вгору, під прямим кутом до тіла, що надає їм характерного вигляду.

## Поширення та місця існування
Поширені у Новому Світі, лише 1 вид — волове очко (Troglodytes troglodytes) — широко поширений в Євразії. Найбільша різноманітність видів відмічена в Центральній та на півночі Південної Америки. Населяють різноманітні ландшафти, від лісів до пустель та скелястих морських узбереж. Віддають перевагу місцям з густою невисокою рослинністю.

## Особливості екології
У помірних широтах перелітні, у тропіках осілі птахи. Більшість моногами, полігамія характерна для видів помірних широт. Характерна риса розмноження — надлишкова кількість гнізд, які будує самець на своїй території. Кількість гнізд досягає 6—12, у виключних випадках — 30 і більше, що перевищує кількість самок, які гніздяться на території самця (2—3), навіть у випадках полігамії. Частина гнізд буває повністю готова для розмноження, а частина — недобудована та виконує функцію приваблювання самок на територію самця. Гнізда — масивні будівлі сферичної форми з бічним входом, зроблені з трави, моху, сухого листя; лоток вистелений мохом та дрібним пір'ям або без висилки. Гнізда розміщують у завалах сухої рослинності, густих кущів, на деревах невисоко від землі або серед вивернутого коріння, в дуплах, між камінням. У тропіках у кладці 2-5, у помірних широтах — 6-10 яєць. Фон яєць білуватий або блакитний, рисунок у вигляді крапок. Насиджує кладку самка протягом 14—15 діб. Пташенята вилітають з гнізда через 16—18 днів. У деяких видів протягом року дві кладки, при цьому пташенята, що вилетіли, інколи допомагають батькам вигодовувати наступний виводок.
У тропіках самці проявляють територіальну поведінку цілорічно, захищаючи свої гніздові ділянки та сповіщаючи про зайнятість території співом (у деяких видів співають також самки). Часто співають і у позагніздовий період. Спів голосний та дзвінкий, складається з чергування швидких трелей.
Більшість живляться дрібними безхребетними, яких розшукують серед листя, на землі, між колючок кактусів, у краю води на берегах водойм; зрідка поїдають ягоди та насіння.

## Систематика
За класифікацією, утвердженою Міжнародною спілкою орнітологів, виділяють 19 родів і 88 видів
- Різжак (Campylorhynchus) — 15 видів
- Царик (Odontorchilus) — 2 види
- Орішець (Salpinctes) — 1 вид (рід монотиповий)
- Каньйоновий орішець (Catherpes) — 1 вид (рід монотиповий)
- Мишовій (Hylorchilus) — 2 види
- Каштанник (Cinnycerthia) — 4 види
- Овад (Cistothorus) — 5 видів
- Підбуреник (Thryomanes) — 1 вид (рід монотиповий)
- Ломик (Ferminia) — 1 вид (рід монотиповий)
- Pheugopedius — 12 видів
- Thryophilus — 5 видів
- Cantorchilus — 12 видів
- Поплітник (Thryothorus) — 1 вид (рід монотиповий)
- Волове очко (Troglodytes) — 12 видів
- Бамбукове волоочко (Thryorchilus) — 1 вид (рід монотиповий)
- Білочереве волоочко (Uropsila) — 1 вид (рід монотиповий)
- Тріщук (Henicorhina) — 5 видів
- Шпалюшок (Microcerculus) — 4 види
- Тріскопліт (Cyphorhinus) — 3 види